# Return to Paradise Islands
Return to Paradise Islands – winylowy album studyjny piosenkarza Binga Crosby'ego zawierający utwory o tematyce hawajskiej, nagrany na trzech sesjach: 21 sierpnia, 16 października i 9 grudnia 1963 roku, wydany w 1964 roku. Utwory zostały zaaranżowane przez Nelsona Riddle'a, który również dyrygował orkiestrą.
Album został wydany ponownie w 2010 roku na płytę CD pod nazwą Return to Paradise Islands (Deluxe Edition) i zawierał kilka nowych utworów bonusowych.

## Lista utworów (edycja LP 1964 r.)
| Tytuł | Tytuł                         | Długość |
| ----- | ----------------------------- | ------- |
| 1.    | „Return to Paradise”          | 3:21    |
| 2.    | „The Hukilau Song”            | 2:16    |
| 3.    | „The Old Plantation”          | 3:48    |
| 4.    | „Lovely Hula Hands”           | 2:56    |
| 5.    | „Love and Aloha”              | 3:19    |
| 6.    | „Keep Your Eyes on the Hands” | 2:46    |

| Tytuł | Tytuł                              | Długość |
| ----- | ---------------------------------- | ------- |
| 1.    | „Adventures in Paradise”           | 3:18    |
| 2.    | „Frangipani Blossom”               | 2:51    |
| 3.    | „Forevermore”                      | 3:25    |
| 4.    | „Farewell My Tane”                 | 3:59    |
| 5.    | „Beautiful Kahana”                 | 3:45    |
| 6.    | „Home in Hawaii (King's Serenade)” | 3:09    |

## Lista utworów (edycja CD 2010 r. –Deluxe Edition)
| 1.  | „Return To Paradise”                                  |
| 2.  | „The Hukilau Song”                                    |
| 3.  | „The Old Plantation”                                  |
| 4.  | „Lovely Hula Hands”                                   |
| 5.  | „Love And Aloha”                                      |
| 6.  | „Keep Your Eyes On The Hands”                         |
| 7.  | „Adventures In Paradise”                              |
| 8.  | „Frangipani Blossem”                                  |
| 9.  | „Forevermore”                                         |
| 10. | „Farewell My Tane”                                    |
| 11. | „Beautiful Kahana”                                    |
| 12. | „Home In Hawaii (King's Serenade)”                    |
| 13. | „Return To Paradise (False Start And Studio Chatter)” |
| 14. | „My Little Grass Shack (In Kealakakua, Hawaii)”       |
| 15. | „The Cockeyed Mayor Mayor Of Kaunakakai”              |
| 16. | „Yaaka Hula Hickey Dula”                              |
| 17. | „Ukulele Lady”                                        |
| 18. | „King's Serenade”                                     |